# Чарлз Демут
Чарлз Демут (англ. Charles Demuth; 1883, Ланкастер — 1935, Ланкастер) — американський художник, представник прецізіоністського напряму в живописі США.

## Життя та творчість
Чарлз Демут народився в родині, яка тримала тютюнову торгівлю. Вивчав живопис і малюнок у пенсільванській Академії витончених мистецтв у Філадельфії. Під час навчання там познайомився з майбутнім поетом Вільямом Карлосом Вільямсом, з яким перебував в близьких стосунках до самої своєї смерті. Пізніше Ч. Демут продовжує своє навчання в Парижі, в академії Коларосси і в академії Жюліана. У Парижі він дружить з художником Марсденом Хартлі, який зумів звести Ч. Демута з відомим американським галеристом Альфредом Стігліцем. Художник також входить в коло постійних гостей салону меценатки Гертруди Стайн. Після повернення в США, в 1926 році саме в нью-йоркській галереї А.Стігліца Intimate Gallery пройшла перша персональна виставка художника. Ч. Демут часто відвідує Нью-Йорк, де проводить час на зустрічах гомосексуалів (зокрема, в Лафаєтських лазнях), проте живе в будинку своїх батьків у Ланкастері. Тривалий час тяжко хворів; художник страждав від пошкодження стегна і важкої форми діабету, внаслідок якої і помер.
Демут був творцем ряду видатних полотен американського живопису XX століття. Його найбільш відомий твір — Фігура № 5 в золоті, написане в 1928 році, було інспіровано віршем У. К. Вільямса Велика фігура (The Great Figure). Це один з 9 постерів-портретів, які Ч. Демут намалював на честь своїх колег по творчості: Джорджії О'Кіф, Артура Доув, Чарльза Стаффорда Дункана, Мардсена Хартлі, Джона Марина, а також Гертруди Стайн, Юджина О'Ніла, Уоллеса Стівенса і У. К. Уїльямса. В інших своїх картинах (Мій Єгипет (My Egypt)) художник прославляє індустріалізацію своєї малої батьківщини, Пенсільванії. Ці роботи стали одним з найяскравіших проявів американського модернізму в живописі XX століття. Ч. Демут був також автором багатьох еротичних (на межі порнографії) акварелей, про існування яких знало лише вузьке коло його знайомих.

## Доповнення
- [Архівовано 23 жовтня 2020 у Wayback Machine.]

## Галерея

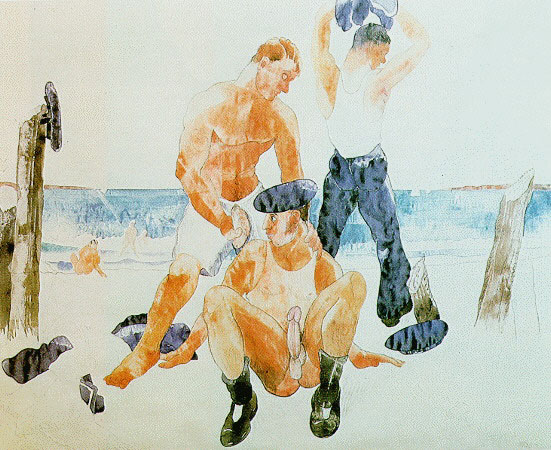
Три моряка (1917)
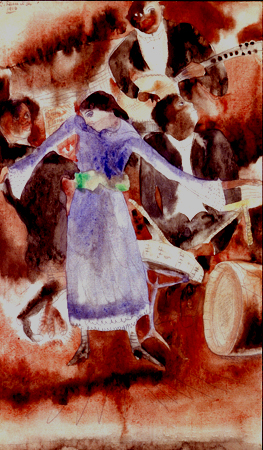
Джазист (1916)
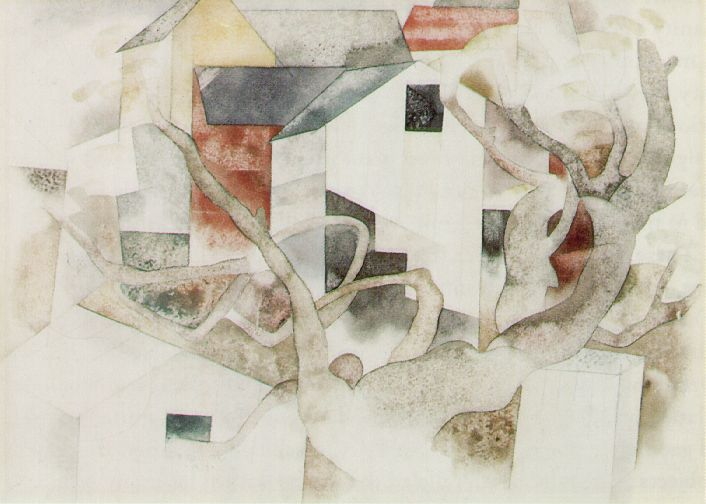
Дерева та амбари Бермуда  (1917)
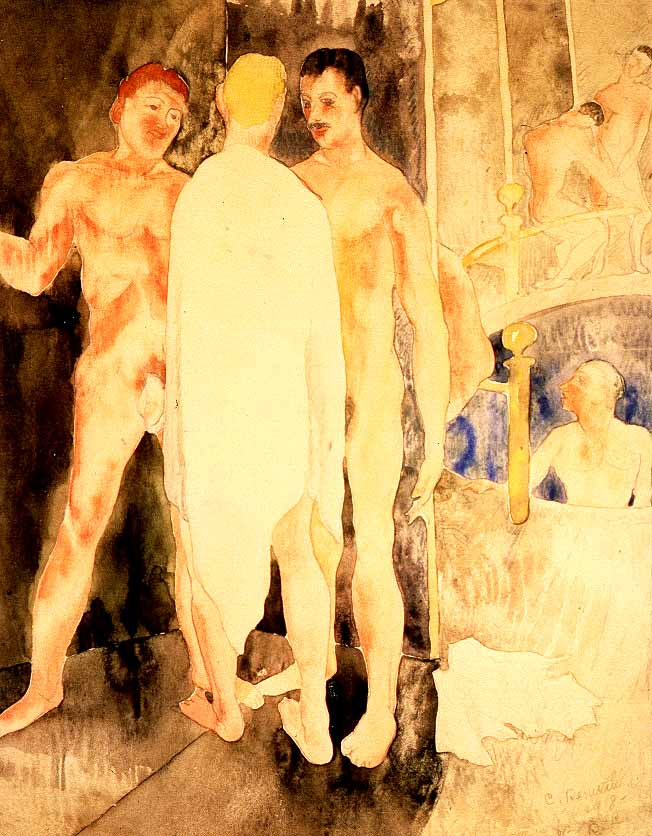
Автопортрет в турецькій лазні (1918)
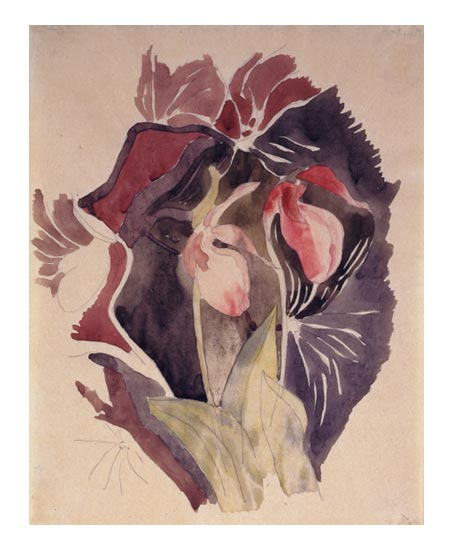
Дикі орхідеї (1920)
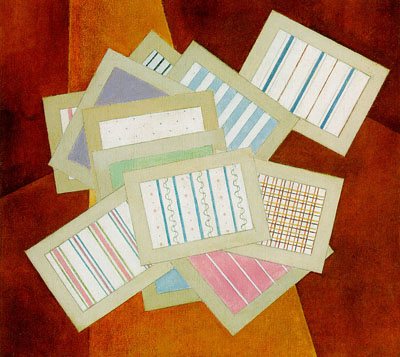
Весна (1921)
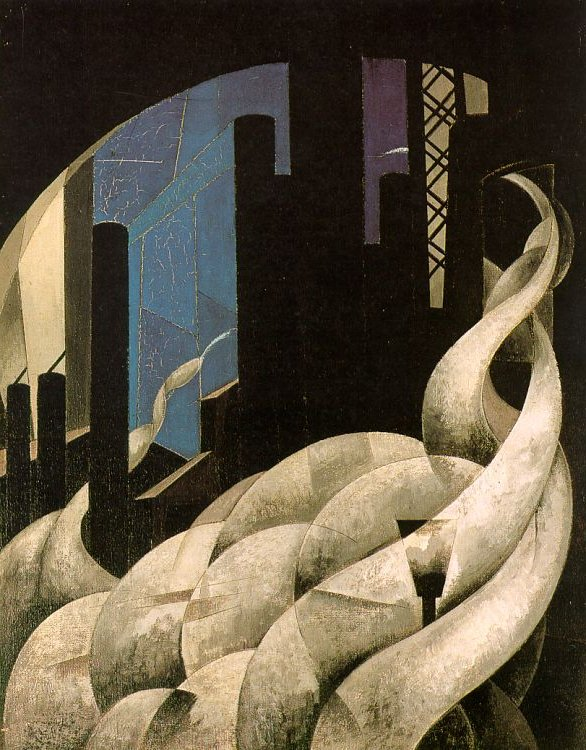
Вид на нову церкву (1921)
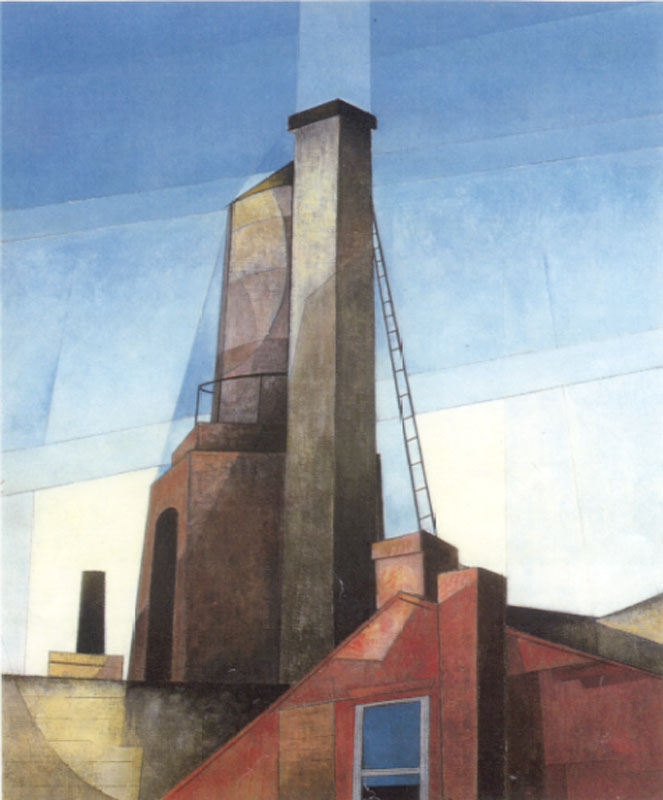
Окассен і Ніколетт (1921)
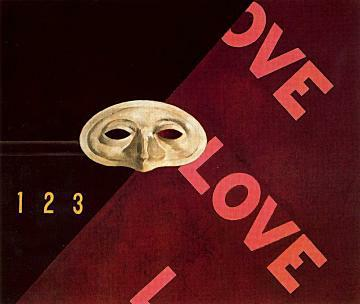
Любов, любов, любов. На честь Гертруди Стайн (1928)
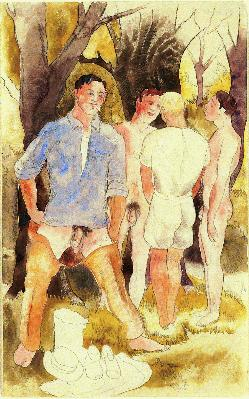
Чотири фігури акварелью (1930)
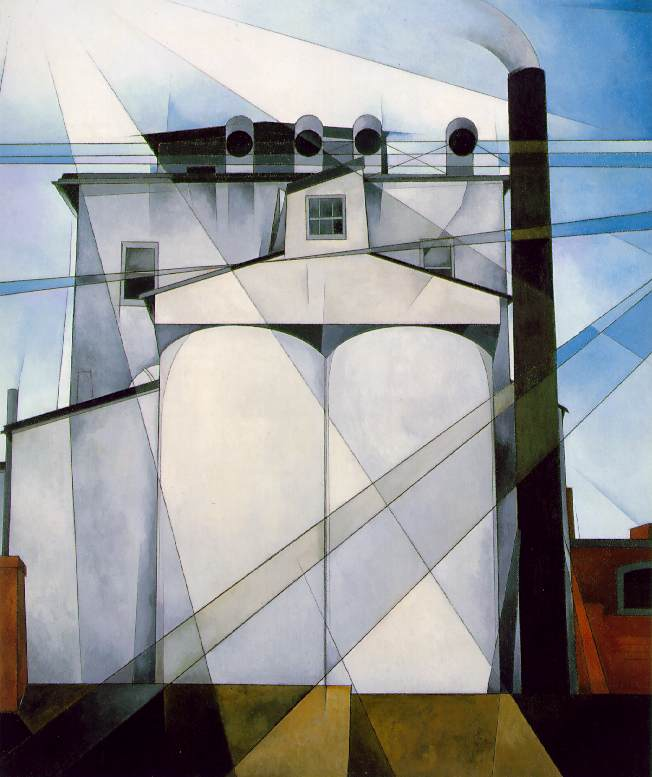
Charles Demuth — My Egypt
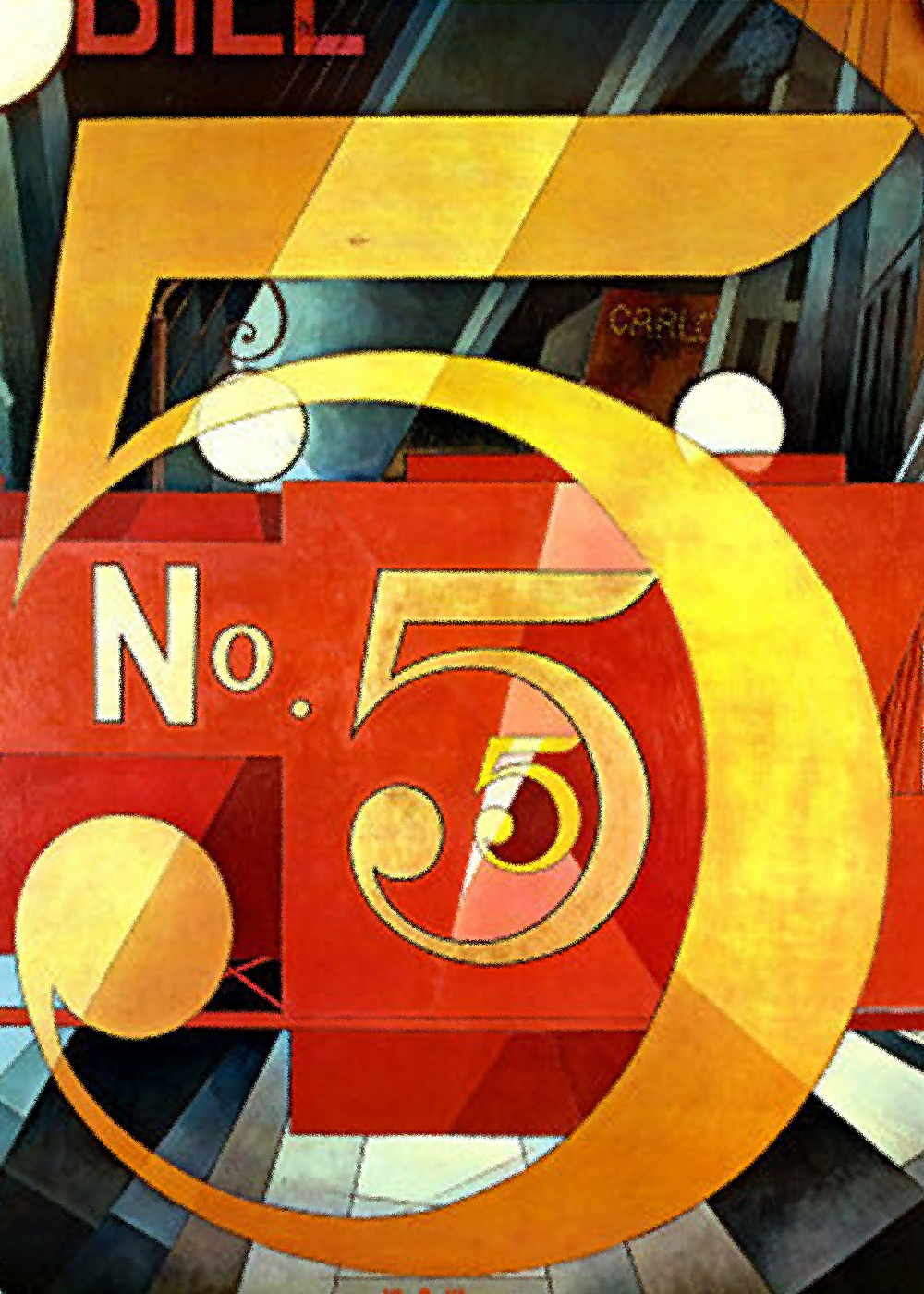
Charles Demuth — Figure